# Dolores Sucre
Dolores Sucre y Lavayen (Guayaquil, noviembre de 1837 - Ibíd., 5 de junio de 1917) fue una poetisa y escritora ecuatoriana. Sobrina de Antonio José de Sucre, su juventud se vio marcada por la pérdida de su prometido. En el ámbito literario, fue discípula del poeta romántico español Fernando Velarde. En 1905, recibió la Lira de Oro como reconocimiento a su trayectoria poética, la cual quedó plasmada en su libro "Poesías" publicado en Barcelona en 1914.

## Biografía

### Primeros años
Nació en noviembre de 1837 en la ciudad de Guayaquil, sus padres fueron el coronel José Ramón de Sucre y Alcalá y la dama Mercedes Lavayen y García. Era, por tanto, sobrina del Gran Mariscal de Ayacucho Antonio José de Sucre. Fue su primo segundo el Dr. César Borja Lavayen, poeta parnasiano, precursor del modernismo en Ecuador.
Desde pequeña desarrolló un talento por la poesía y la literatura, cultivándolo durante toda su vida de enseñanza. Su juventud estuvo marcada por una profunda pena cuando la muerte arrebató a su prometido inglés, Perinmen, un suceso que la sumió en el dolor y la impulsó a volcar sus sentimientos en la poesía. Un hecho que marcó su vida fue cuando entre 1874 y 1880 fallecieron sus dos padres, por lo que tuvo que junto a sus hermanas Carmen y Obdulia sostenerse económicamente. Para ello crearon la Escuela Sucre para niñas, que sería una de las mejores escuelas del Guayas.

### Trayectoria
En el ámbito literario fue discípula del poeta romántico español Fernando Velarde. Su obra se caracteriza por defender su posición como mujer en un entorno que limitaba su participación. Su obra ha sido publicada en los periódicos y revistas del país en aquella época al igual que en el extranjero. En 1883 cantó poesías al Centenario del Nacimiento del Libertador, luego en las inauguraciones de las estatuas de Simón Bolívar y Vicente Rocafuerte. Su obra fue publicada en periódicos y revistas por lo que llegó a ser admirado por escritores como Ricardo Palma y Clorinda Mattos.

En 1904, fue la encargada de colocar la corona de laureles dorados el poeta Numa Pompilio Llona, donde además declamaría un soneto de su autoría. Un año más tarde, el 9 de diciembre de 1905 recibió la Lira de Oro en el Teatro Olmedo de Guayaquil, por parte de la Srta. María Sánchez Urbina; y, el poeta Numa Pompilio Llona le dedicó un escrito titulado A Dolores Sucre, a lo que Dolores con modestia declamó el poema Mi Gratitud. Además, se conoce que mantenían una estrecha relación, no solo con Numa, sino con toda la familia Llona. Por esta razón le dedicaría poemas tanto a él como a su esposa Lastenia Larrivia. La admiración era mutua, como lo demuestran las quintillas que Lastenia le dedicó a Dolores.

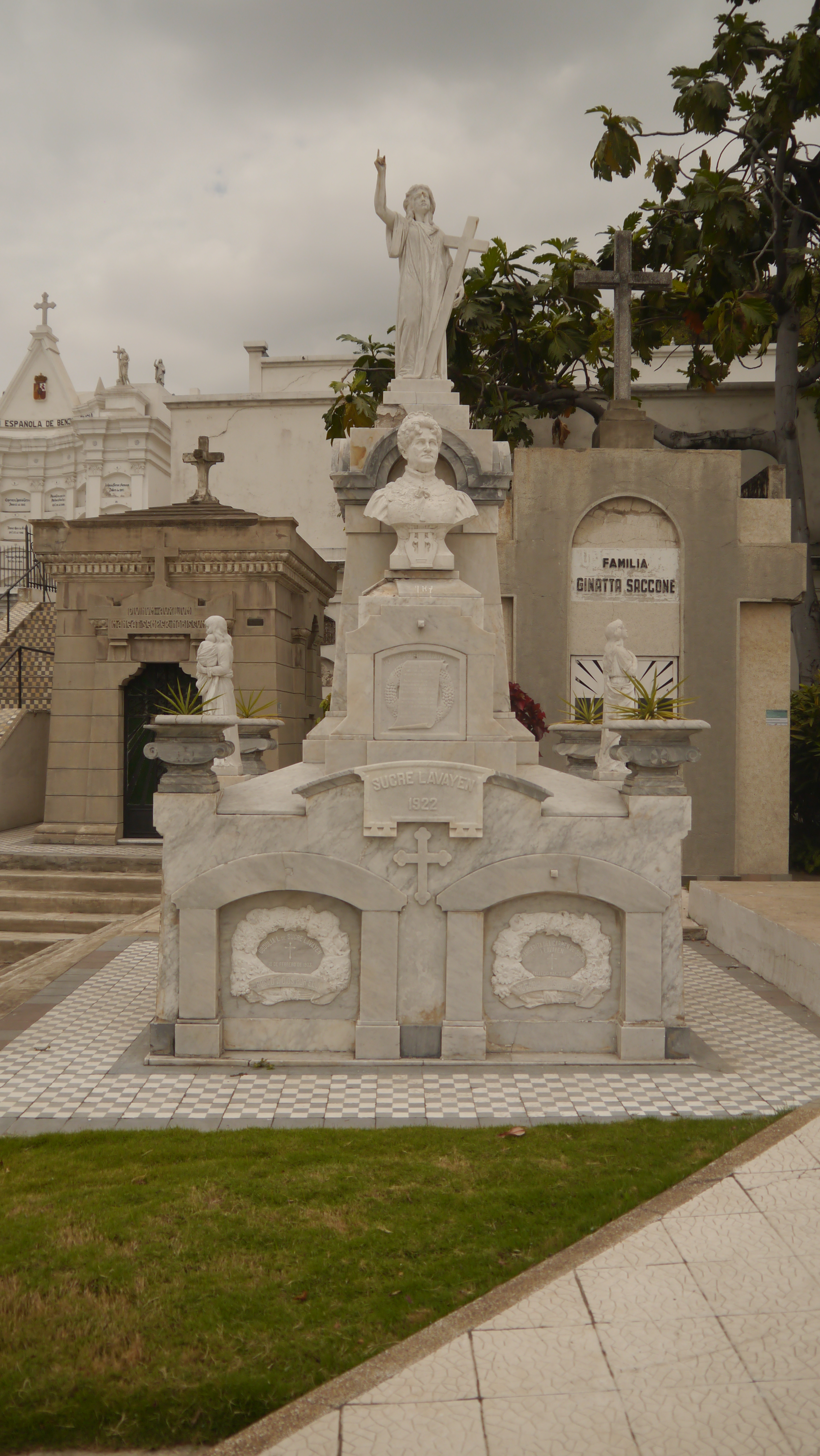
Mausoleo de Dolores Sucre

Ese mismo año sería parte de la revista "La mujer" junto a otras escritoras como Zoila Ugarte de Landívar, con quien mantendría una relación epistolar importante y Mercedes González de Moscoso. Fue importante la amistad que mantuvo con Zoila Ugarte, quien a pesar de la diferencia de edad, puesto que Dolores era mayor por casi tres décadas, mantenían admiración mutua. Además, se han encontrado tarjetas postales enviadas por Dolores Sucre a Zoila Ugarte, cuyo contenido se recoge en su libro de poesías publicado en 1914, donde se compila gran parte de su obra dedicada a diversas personas y situaciones. Sus poemas se publicarían en Barcelona en 1914, bajo el título de Poesías.
Dolores Sucre falleció el 5 de junio de 1917, siendo despedida con honores por las mujeres de Guayaquil. En su lecho de muerte, vestía el hábito de la Virgen Mercedaria y portaba la lira de diamantes que su ciudad le había otorgado. Fue sepultada en el Cementerio Municipal de Guayaquil donde se erigió un mausoleo en su honor.

## Obras

### Libros
- Poesías (Barcelona, 1914)
- Corona Fúnebre (1920)

### Diarios donde colaboraría
- ”La Esperanza”
- “Los Andes”

### Revistas donde publicaría
- “El Álbum”
- “Guirnalda Literaria”
- “Semana Literaria”
- “El Crepúsculo”